# Коменешть (комуна)
Коменешть, Коменешті (рум. Comănești) — комуна у повіті Сучава в Румунії. До складу комуни входять такі села (дані про населення за 2002 рік):
- Коменешть (1256 осіб) — адміністративний центр комуни
- Хуморень (1122 особи)

Комуна розташована на відстані 359 км на північ від Бухареста, 20 км на захід від Сучави, 133 км на північний захід від Ясс.

## Населення
У 2009 року у комуні проживали 2235 осіб.